# 吴桥 (无锡)
31°35′34″N 120°16′35″E / 31.59286°N 120.27644°E

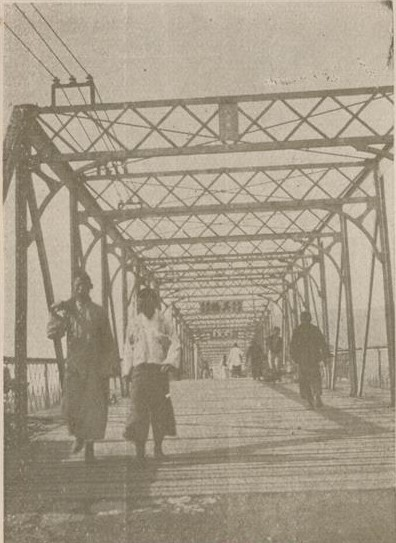
1930年的吴桥

吴桥，位于中华人民共和国江苏省无锡市梁溪区黄埠墩，是一架跨京杭大运河大桥。

## 沿革
吴桥位于黄埠墩西侧的运河上，又名黄埠墩洋桥。1915年，无锡源康丝厂经理吴子敬在无锡考察，工厂位于运河南岸，他在来往途中得知当地行人摆渡时有落水丧生，决定在运河建桥。1915年9月14日，上海求新铁厂负责测绘勘察，并仿照福建路桥做下承式三节连环钢桥。桥长77米，总宽6米，两侧人行道各宽1米。
1916年6月奠基开工，由于钢材价格猛涨影响施工，求新铁厂请求提前支付结算款。吴子敬请其兄吴子卿、吴子寅筹款，9月底全数缴清。求新铁厂因此昼夜施工。但同年11月吴子敬重病，同年11月29日去世。工程在1917年3月通车，联通无锡火车站至惠山道路。为纪念吴子敬，此桥命名为吴桥。1944年、1946年、1956年、1961年多次进行大修。1965年9月，吴桥改建开始，1966年7月拆除旧桥、新建预应力混凝土桥。因当时文化大革命爆发，改名为解放桥。1982年，复名吴桥。1983年4月1日，通惠路拓宽，吴桥也进行拓宽工程，与此同时在运河北侧再新建立交桥。1993年3月再次改建，1994年12月17日竣工，此为无锡首次采用悬臂式浇筑技术。